# Gloria Jones
Gloria Jones (Cincinnati, 1945. október 19. –) amerikai énekesnő, dalszerző. Először az Egyesült Királyságban ért el sikereket. Az „északi soul királynőjének” nevezték. Számos műfajban dolgozott dalszerzőként, lemezlovasként, vokalistaként, valamint olyan musicalekben, mint a Hair. Az 1970-es években billentyűs és énekesnő volt Marc Bolan zenekarában, a T. Rexben.

## Pályafutása
Gloria Jones első lemezeit 1964-ben vette fel, köztük a „Heartbeat”-et és a „Tainted Love”-ot. Ez utóbbi sikert aratott a brit northern soul kedvelők körében és világszerte sláger lett.
1968-ban Los Angelesben énekelt a „Catch My Soul” című rock és rhythm & blues musicalben, amely William Shakespeare Othello című művén alapul és benne Jerry Lee Lewis alakította Jágót. Ezután énekelt a Hair című musical produkcióban. Ezidőben ismerkedett meg Marc Bolannal, a T. Rex zenekar sztárjával és Pam Sawyer dalszerzővel, akikkel egy sor dalt írtak a „Motown” amerikai lemezkiadónak. Producerként is dolgozott, és maga is felvételeket készített a kiadónak.
Jones nagyon keresett vokálénekesnő is volt. Többek között Neil Young és Ry Cooder lemezein énekelt. 1972-ben T. Rexszel lépett fel. Jones Marc Bolan barátnőjeként  követte őt Angliába. Született egy fiuk, Rolan Bolan. Marc Bolan 1977-es haláláig együtt maradtak. Bolan autóbalesetben hunyt el, amelyben Jones vezetett. Mivel hivatalosan nem voltak házasok, Rolan Bolan nem volt jogosult az örökségre. 
Visszatért Los Angelesbe. 1978-ban kiadta a Marc Bolannak dedikált „Windstorm” című LP-t. A „Bring On The Love” című kislemez nagy sikert aratott az amerikai R&B slágerlistákon. Jones a brit funk- és diszkózenekar, a „Gonzalez Shipwrecked” (1977) és „Move It To The Music” (1979) című LP-k producere volt. Ő írta a „Haven't Stopped Dancing Yet” című dalt is − a Gonzalez legnagyobb slágerét.
1982-től kiadta a „Reunited”, a „Vixen/Windstorm”, és a „Share My Love” című albumokat is.

## Albumok
- 1966: Come Go with Me
- 1973: SShare My Love
- 1976: Vixen (az USA-ban nem jelent meg)
- 1978: Windstorm
- 1982: Reunited
- 1996: Vixen / Windstorm (CD)
- 2009: Share My Love (CD)

## Filmek
- Gloria Jones az IMDb-n